# Manuscrit il·luminat

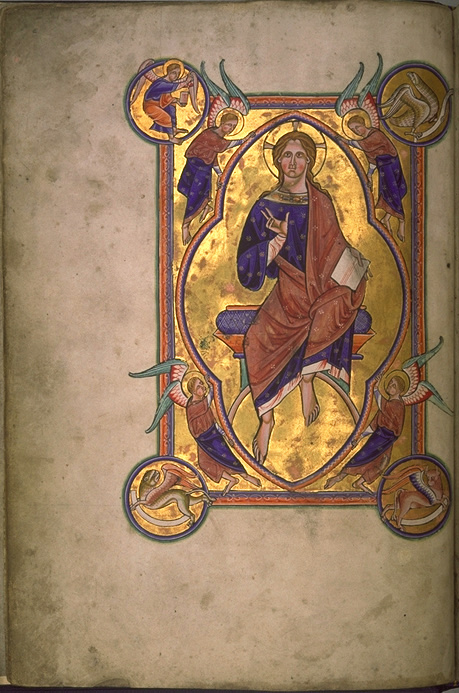
En la definició estricta de manuscrit il·lustrat, només els manuscrits decorats amb or o plata, com aquesta miniatura de Crist en Majestat del Bestiari Aberdeen (foli 4v), serien considerats il·lustrats.

Un manuscrit il·luminat o il·lustrat és un manuscrit que presenta un text ornamentat amb caplletres decorades, sanefes i miniatures. En la definició més estricta del terme, es tracta únicament d'aquelles obres escrites a mà que han estat decorades amb or o plata. No obstant això, en l'actualitat, aquesta designació és més àmplia i s'aplica a qualsevol obra escrita a mà que inclogui il·lustracions o motius ornamentals de les tradicions occidental i islàmica. Els manuscrits il·lustrats més antics que encara perduren daten dels anys 400-600 dC i provenen d'Irlanda, Itàlia, Espanya i d'altres punts del continent europeu.

## Orígens

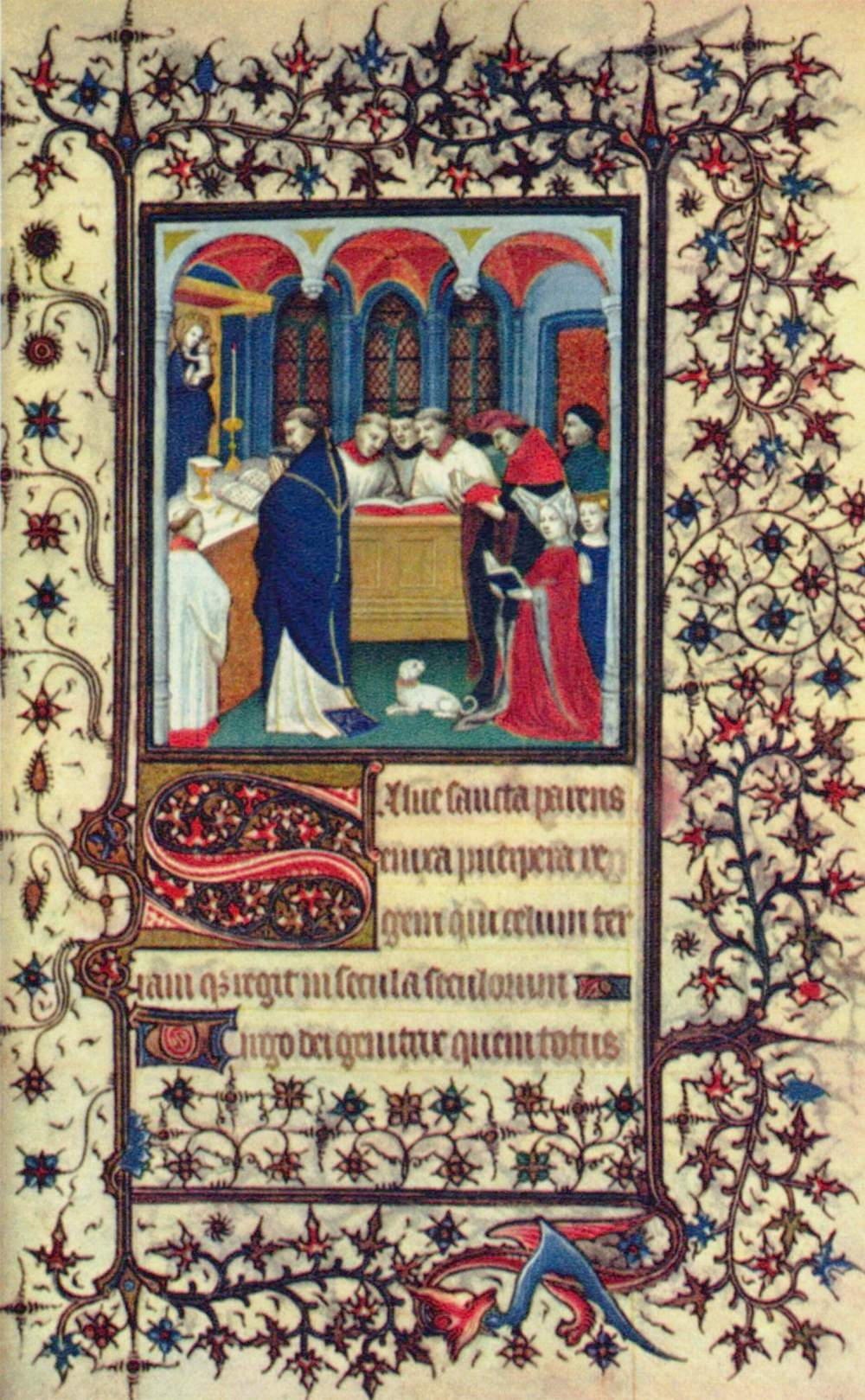
La decoració d'aquesta pàgina d'un Llibre d'Hores francès, inclou una miniatura, caplletres decorades i vores.

Els manuscrits il·lustrats són els textos més comuns que s'han conservat de l'edat mitjana. També són bones mostres de la pintura del moment, fins al punt que, en moltes ocasions, són els únics exemples d'obres pictòriques que es conserven de determinats llocs i èpoques. Però la importància d'aquestes obres no només rau en el seu valor artístic i històric, sinó també en la seva funció com a eina d'alfabetització medieval i com a mecanisme de preservació de les obres clàssiques en una època en què les hordes bàrbares havien arrasat l'Europa continental. Els manuscrits han contribuït a conservar les obres literàries i els textos clàssics de les civilitzacions antigues, i han permès que s'hagin transmès al llarg dels anys.
La producció de manuscrits il·lustrats es va anar incrementant amb el pas dels segles, especialment a partir del segle xiii. La major part d'aquestes obres daten de l'edat mitjana, però també n'hi ha de renaixentistes i un nombre molt reduït que provenen de l'Antiguitat tardana. La majoria són de caràcter religiós i es van elaborar a la manera dels còdexs, encara que també n'hi ha que es van concebre enrotllats o no van passar de simples plecs. Els manuscrits medievals, il·lustrats o no, estan escrits, principalment, sobre pergamí. Aquest pot ser de diferents qualitats, que varien en funció de la importància del text. Les obres més valuoses s'escrivien sobre vitel·la, un tipus de pergamí elaborat amb pell de vedella, tot i que en algunes ocasions aquesta denominació també feia referència a pergamins d'alta qualitat fets amb pells d'un altre tipus. També s'han trobat alguns fragments de manuscrits il·lustrats en papir. La introducció del paper com a suport no es va donar fins a principis de la baixa edat mitjana. La invenció de la impremta va contribuir al ràpid declivi de la il·lustració artesanal, tot i que, en els primers llibres impresos, es deixaven espais en blanc per a incloure-hi posteriorment miniatures, lletres capitals ornamentades o decoracions al marge. Els manuscrits il·lustrats es van continuar produint a principis del segle xvi per a les classes benestants, però en quantitats molt més reduïdes.

## Tècniques
La il·lustració de manuscrits era un procés costós i complex. Usualment es reservava per als llibres més preuats, com ara una bíblia d'altar. Monarques i aristòcrates posseïen meravellosos "llibres d'hores" il·lustrats, que contenien les pregàries indicades per als diferents moments del dia litúrgic.
A principis de l'edat mitjana, la majoria dels llibres s'elaboraven en els monestirs, sia per a ús propi, sia com a encàrrec per a ser regalats. Amb el pas del temps, el comerç d'aquestes obres va començar a créixer a les grans ciutats, especialment a París, Itàlia i els Països Baixos. Cap a finals del Segle XIV existia una indústria significativa, dedicada a la producció de manuscrits, que incloïen detalls personalitzats, com ara l'heràldica del comprador. Cap al final d'aquest període, molts dels manuscrits il·lustrats eren pintats per dones, principalment a París.

### Text
L'escriptura del text solia ser el primer pas en l'elaboració dels manuscrits il·lustrats. Les làmines de pergamí o vitel·la es tallaven amb la grandària que l'autor considerava necessària. Després de dissenyar la configuració general de la pàgina, es marcava tènuement en el pergamí amb una vareta punxeguda. A continuació, l'amanuense començava a treballar amb tinta i una ploma o plomí. La tipografia va dependre sempre dels gustos i costums locals.

### Classificacions
Els historiadors de l'art classifiquen els manuscrits il·luminats per períodes històrics i tipus. Els més importants són: 
- Antiguitat tardana,
- insular, relacionats amb l'art celta de les illes britàniques,
- manuscrits carolingis,
- manuscrits otonians,
- manuscrits romànics,
- manuscrits gòtics,
- manuscrits renaixentistes.

Hi ha pocs exemples de períodes més recents. En el primer mil·lenni, la majoria van ser evangelis. El període romànic va veure la creació de moltes Bíblies de mida molt gran a Suècia, tant que una requerí tres bibliotecaris per aixecar-la. També en els períodes anteriors i en el període gòtic es van realitzar ornamentació de molts llibres de salms. Un altre tipus de llibre que va ser sovint il·lustrat en el període gòtic van ser els llibres d'hores, un llibre d'oracions per a ús personal que només es podien permetre els més adinerats.
Altres llibres, litúrgics o no, van continuar sent il·lustrats en tots els períodes. El món romà d'Orient també va generar manuscrits d'aquest estil, versions que es van expandir a regions orientals cristianes i ortodoxes.
Al període gòtic s'aprecia un increment en la producció, un interès per les narracions centenàries com ara la crònica i per les obres de literatura il·lustrada. La gent rica va començar a promoure les seves pròpies biblioteques. Felip II de Borgonya, duc de Borgonya, probablement tenia la biblioteca personal més gran de la seva època (segle xv), ja que s'estima que posseïa al voltant de sis-cents manuscrits il·lustrats, mentre que un reduït nombre dels seus amics tenia només algunes dotzenes.

### Imatges

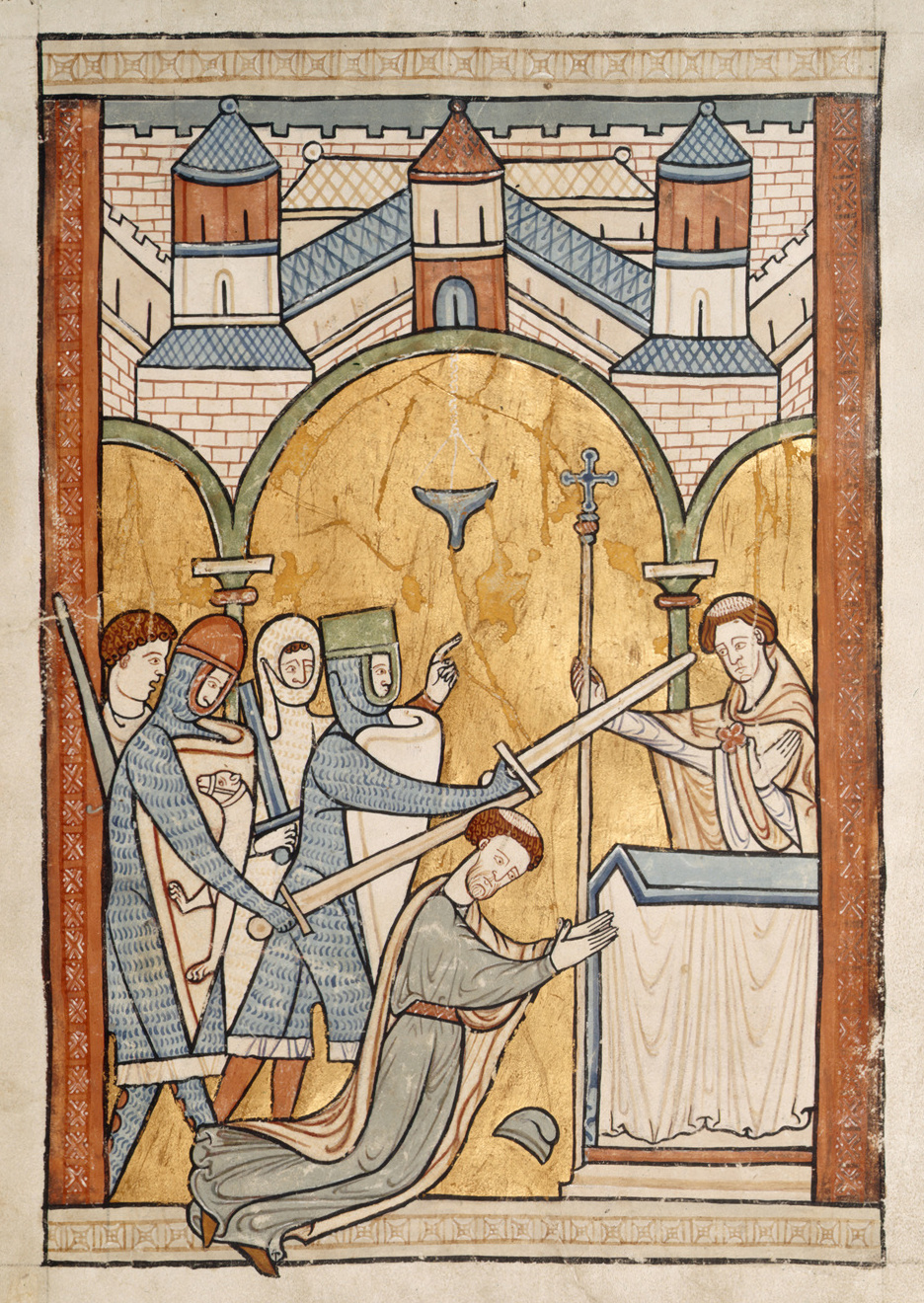
Un manuscrit il·lustrat del Segle XIII, el dibuix més antic conegut de l'assassinat de Tomàs Becket.

Quan el text estava complet, l'il·lustrador començava la seva feina. Prèviament es dissenyaven esbossos complexos, probablement sobre taules de cera, que era el bloc on es feien les proves en aquella època. El disseny era llavors traçat o dibuixat sobre el paper de vitel·la, possiblement amb l'ajuda d'agulles o altres marques, com en el cas dels Evangelis de Lindisfarne). Molts manuscrits inacabats que han sobreviscut als nostres dies, ens donen una idea de quins eren els mètodes que s'usaven per elaborar-los. Quan es van començar a fer exemplars per a ser venuts, l'editor i l'escriba acordaven si inclourien il·lustracions i quin espais hi deixarien per a posar-les, però una vegada passaven el treball al dibuixant ja no es podien fer canvis i aquests s'havien d'ajustar a l'espai cedit.
En altres temps, la majoria dels manuscrits no tenien imatges. En canvi, a principis de l'edat mitjana, els manuscrits tendien a ser llibres amb moltes il·lustracions, o manuscrits per a estudiosos, amb la major part de les seves inicials decorades. En el període Romànic hi havia molts manuscrits decorats o amb inicials historiades i manuscrits essencialment ideats per a ser llibres d'estudi que sovint contenien algunes imatges, però rarament en color. Aquesta tendència s'intensifica en el període gòtic, quan la majoria dels manuscrits posseïen almenys alguna decoració i, en una proporció molt més gran, algun tipus d'imatge. Els llibres del període gòtic, en particular, presentaven unes vores decorades d'una manera molt elaborada. Una pàgina gòtica havia de contenir importants zones i tipus de decoració: una miniatura a l'emmarcat, una inicial historiada en començar el primer paràgraf del text i un fi emmarcat. Sovint diferents artistes van treballar en diverses parts de la decoració d'un mateix llibre.

### Pintures
La paleta de l'artista medieval era sorprenentment àmplia:
| Color    | Font (s) |
| -------- | --- |
| Vermell  | Sulfur de Mercuri (II) (HgS), generalment anomenat cinabri o vermelló, en la seva forma mineral natural o sintetitzat; tetraòxid de plom, anomenat també "mini" (Pb₃O₄); colors fets a base gastròpodes com el murex, laca, etcètera; Ferrí Òxid de Ferro (Fe₂O₃; o a partir de la conquesta de Mèxic d'insectes com ara cotxinilla…) |
| Groc     | Colors fets a base de plantes, com ara reseda, Curcuma longa o safrà; colors groc terra (ocre); orpiment, trisulfur d'arsènic, (As₂S₃). |
| Verd     | Compostos a base de plantes com ara baies de fràngula, compostos de coure com ara verdet (també conegut com verdigris ) i malaquita. |
| Blau     | Blau marí (fet del mineral lapislàtzuli); atzurita; substàncies fetes a base de plantes com ara anyil. |
| Blanc    | Plom blanc (també anomenat "escata blanca", carbonat de Plom (PbCO3 )); guix. |
| Negre    | Carboni, de fonts com ara sutge, carbó vegetal, ossos o ivori cremat. |
| Daurat   | Or, en forma de làmines extremadament fines o polvoritzat i escampat en goma aràbiga o també en ou (anomenat "or de cargol"). |
| Argentat | Argent, també en forma de làmines o polvoritzat, així com amb l'or; làmines d'estany. |

## Galeria

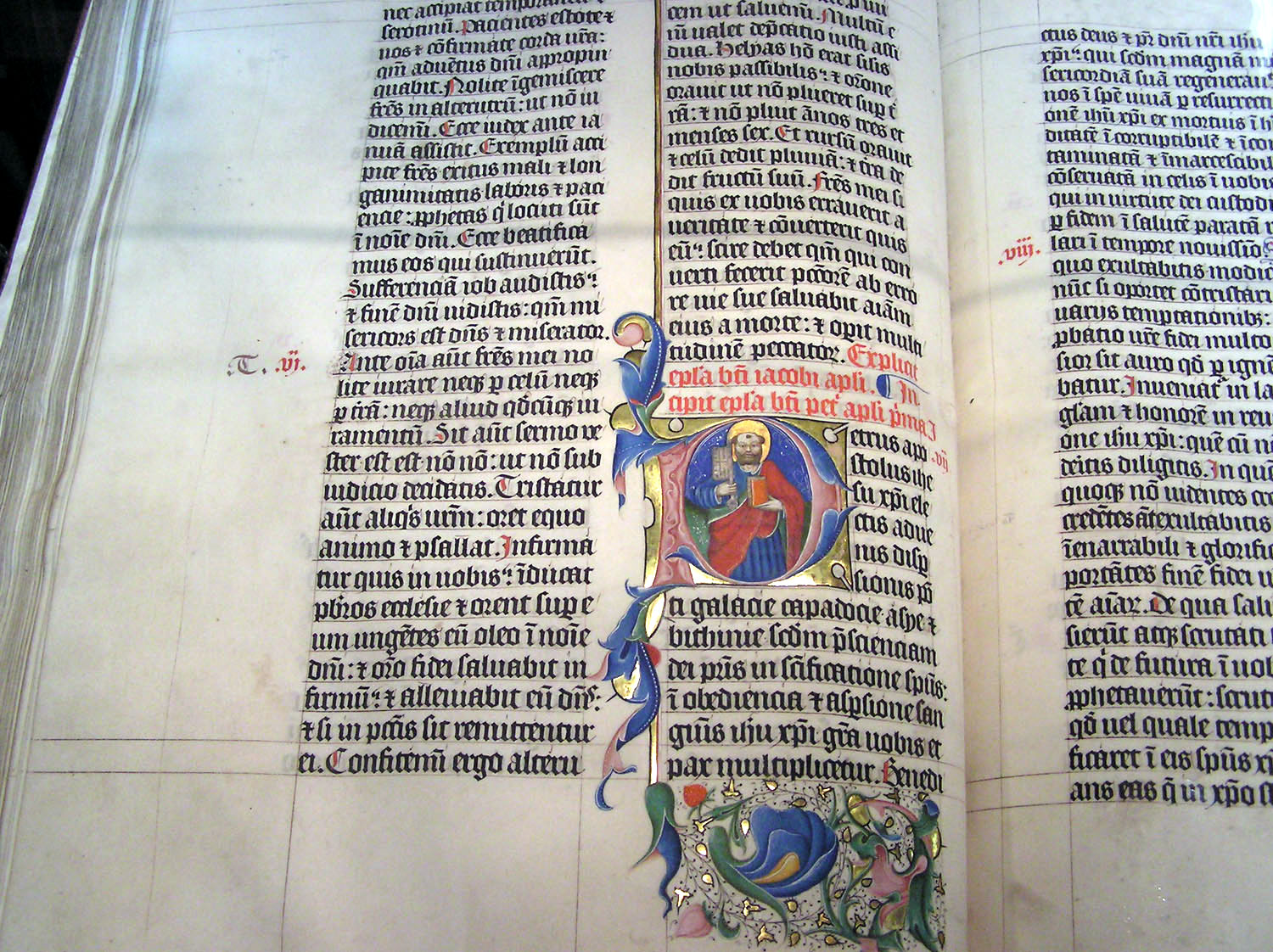
Una lletra capital P en una bíblia il·lustrada de 1407 a Anglaterra.
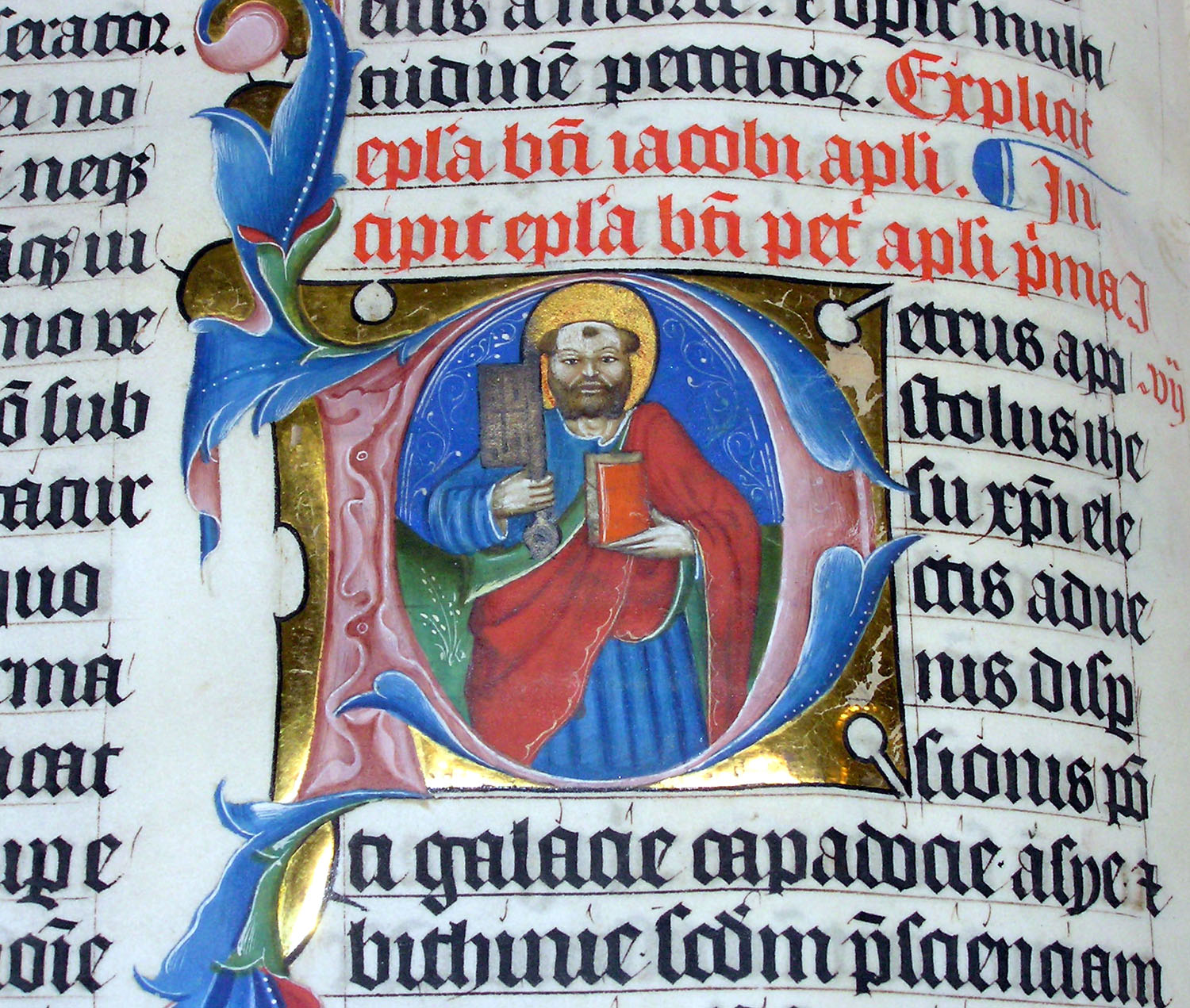
Un primer pla de la P il·lustrada en la Bíblia. La font és coneguda com a lletra gòtica.
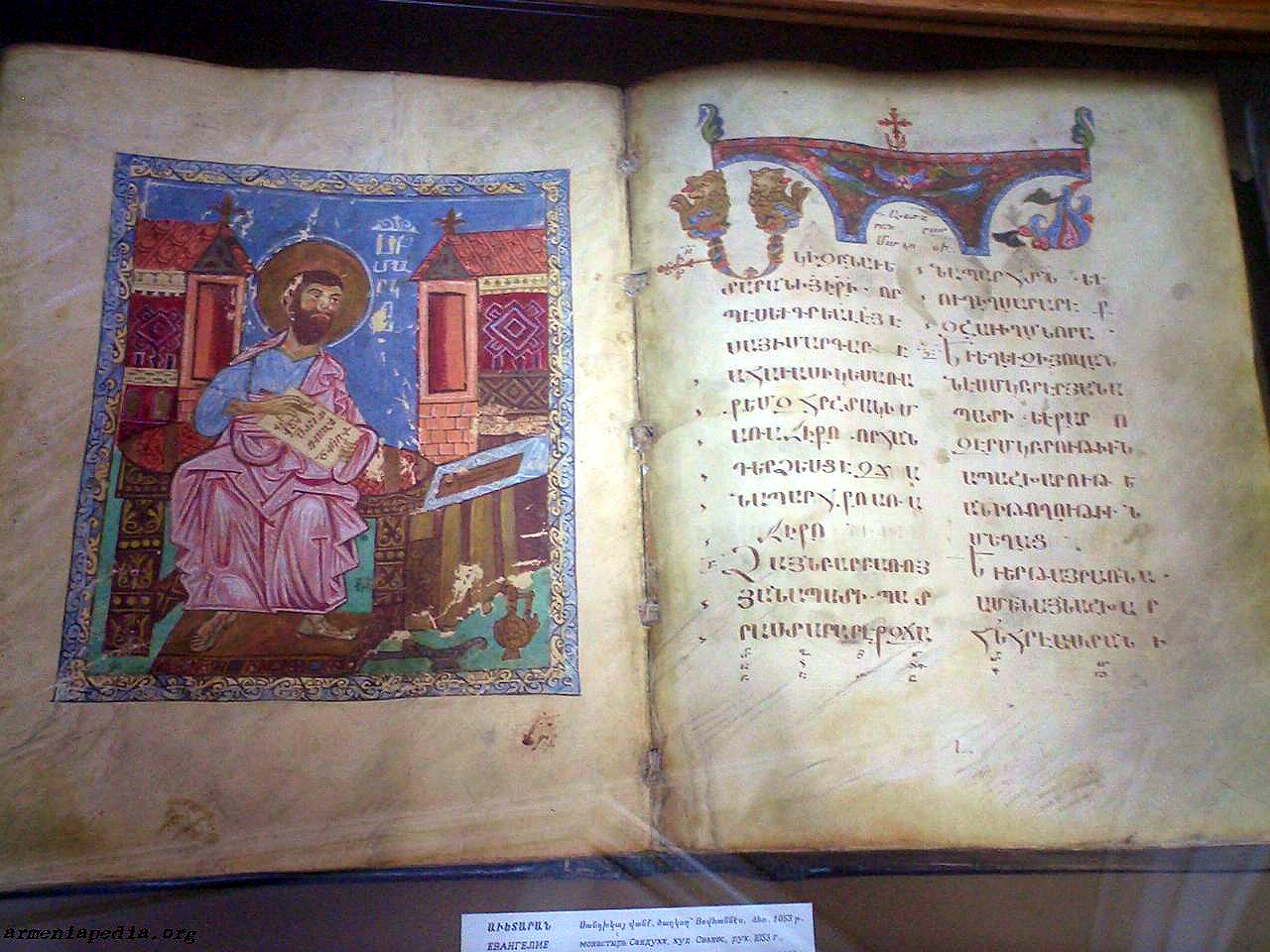
Manuscrit armeni de 1053. Obra de Johannes.
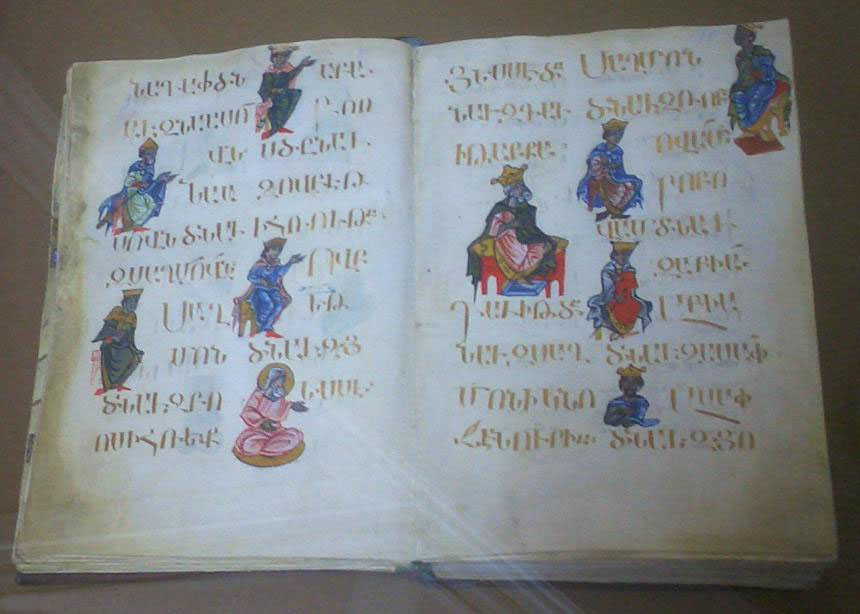
Manuscrit armeni de 1337, fet per Avag en Sultani/Tabriz.
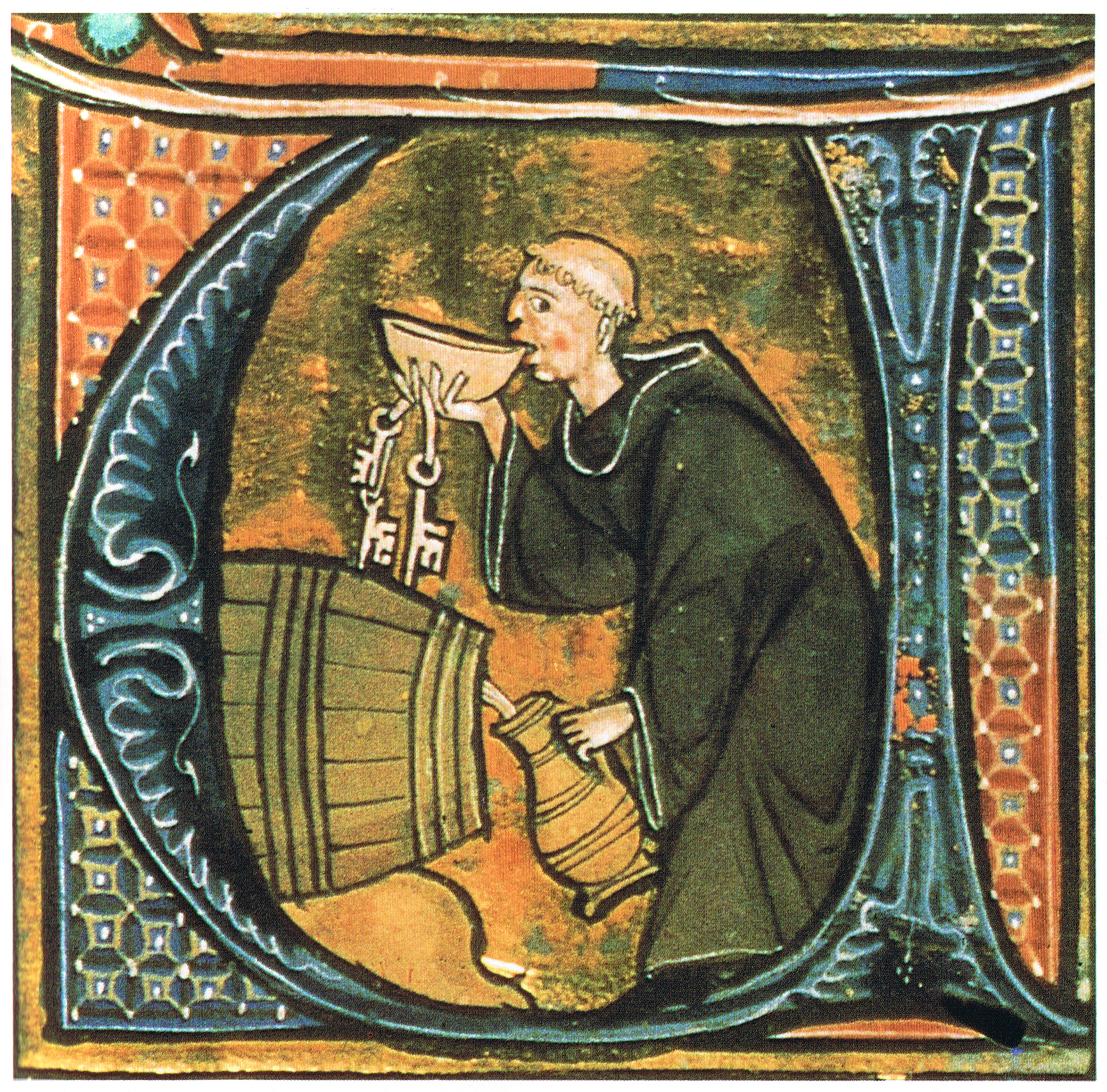
Un monjo zelador tastant vi d'un barril mentre omple una galleda. D' Li Livres dou Santé  per Aldobrandino de Siena (França, finals del Segle XIII).
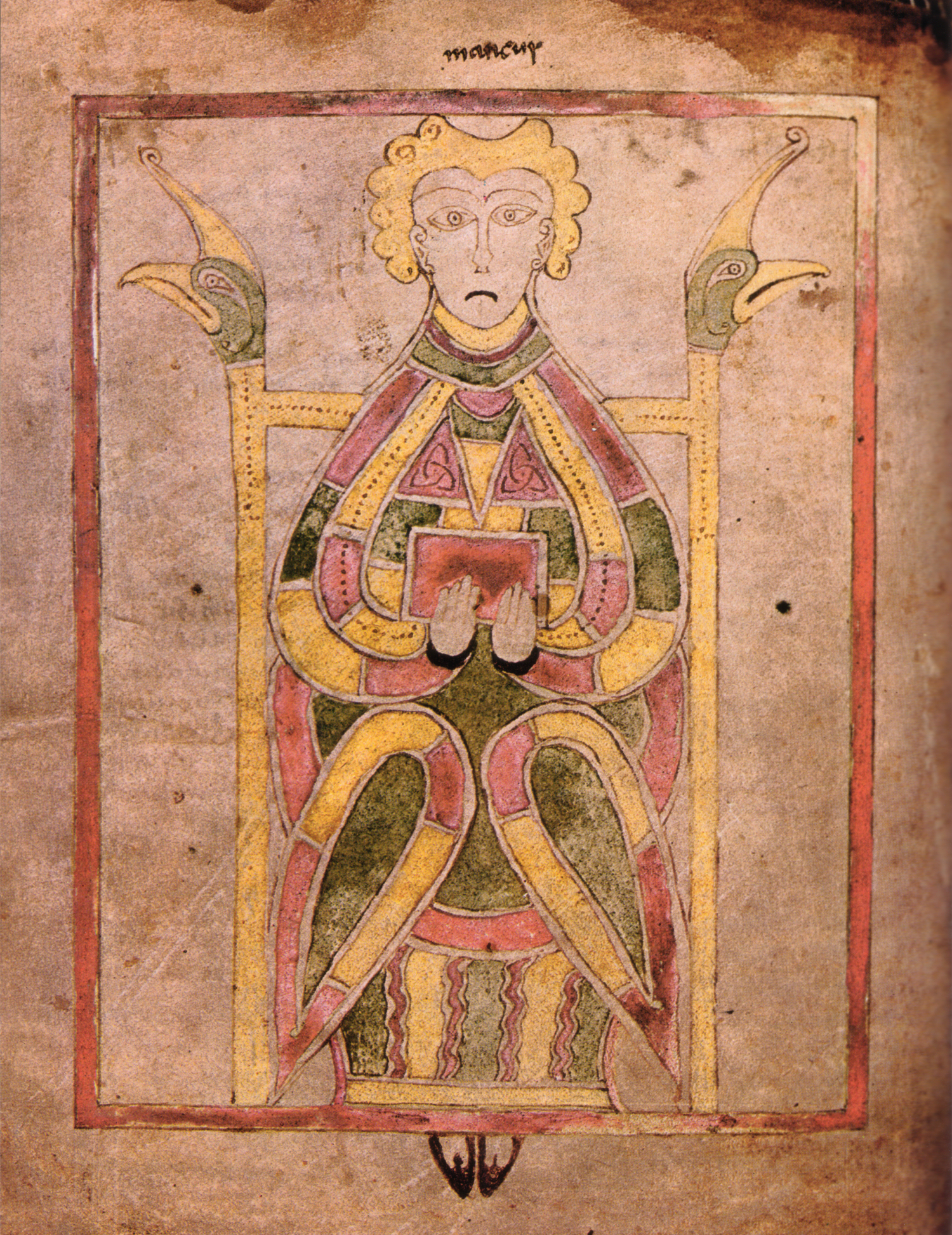
Llibre de Dimma, un Evangeliari irlandès de butxaca del segle viii.